# Ріхард Ельце
Ріхард Ельц (нім. Richard Oelze, (29 червня 1900 р. Магдебург — 27 травня 1980 м.Ерцен) —  німецький художник —  сюрреаліст.

## Життя і творчість
У 1914 році Р. Ельц вступає до Школи прикладного мистецтва в рідному Магдебурзі, де вивчає літографію (закінчив в 1918). На вечірніх курсах він вивчає техніку малюнка оголеної натури. У 1918 році його вчителями були Ріхард Вінкель (Richard Winckel , 1870—1941 ) і Курт Тух ( Kurt Tuch (нім.) , 1877—1963 ). У 1919—1921 роках він продовжує навчання там же як стипендіат. У 1921—1925 роках — студент школи Баухауз, спочатку в Веймарі, у Йоганнеса Іттена, а потім в Дессау, де в 1929 році отримує місце викладача. У 1926—1929 роках художник живе і працює в Дрездені.
У 1929—1930 він знаходиться в швейцарській  Асконі. Під час цієї поїздки Р. Ельц знайомиться з роботами майстрів-сюрреалістів (спершу по репродукціях). Після недовгого перебування в Берліні в 1932 році Ельце в період між 1932 і 1936 живе в Італії на  озері Гарда, а також в Парижі. У Парижі він зав'язує знайомство з відомими діячами сюрреалізму — Андре Бретоном,  Сальвадором Далі, Полем Елюара і Максом Ернстом. Починаючи з цього часу Ельц починає працювати в сюрреалістичному стилі. У 1933 році він був прийнятий в паризький салон «Salon des Sur-Indépendants». У 1936—1937 роках живописець працює в Італії і Швейцарії, в 1938 році він повертається до Німеччини, і з 1939 живе в Ворпсведі. У тому ж 1939 році Ельце був мобілізований у німецьку армію, був на фронті і потім потрапив в полон. Звільнившись в 1945, він повертається в Ворпсвед, тут художник живе і працює до 1962 року, після чого перебирається в маєток  Постехольц (нім.) поблизу Гамельна.
У 1959 і 1964 роках Р. Ельц бере участь у виставках сучасного мистецтва «documenta II» і «documenta III» в Касселі. У 1965 художник прийнятий в члени  берлінської Академії мистецтв. В даний час Р. Ельц вважається одним з найбільших художників-сюрреалістів Німеччини. Його роботи з успіхом експонувалися на виставках в Нью-Йорку, Лондоні, Амстердамі, Парижі та ін. Одним з найбільш значних творів майстра визнано полотно .jpg «  Очікування » ( Die Erwartung , 1935—1936)[недоступне посилання з липня 2019]. При  Бременській картинній галереї зберігається архів Ріхарда Ельце.
Художник був нагороджений різними німецькими преміями в галузі мистецтва (премія  Макса Бекмана / /0/0/11.aspx Max-Beckmann-Preis[недоступне посилання з липня 2019], премія Карла-Ернста Остхауза, Великою мистецькою премією землі північний Рейн-Вестфалія, Державною премією в галузі культури землі Нижня Саксонія та ін. на батьківщині художника, в Магдебурзі, а також у Ворпсведе на його честь названі вулиці ( Oelzeweg  і  Richard-Oelze-Ring , відповідно).